# Friedrich von Berg

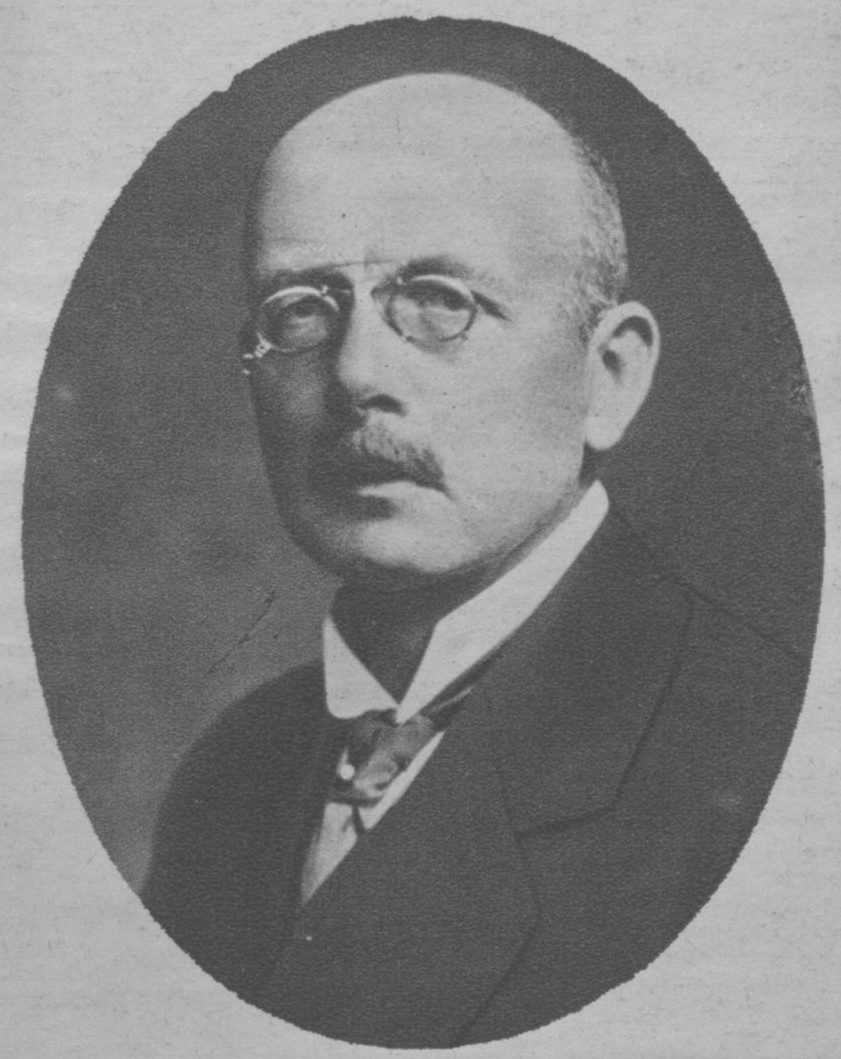
Friedrich von Berg, um 1918

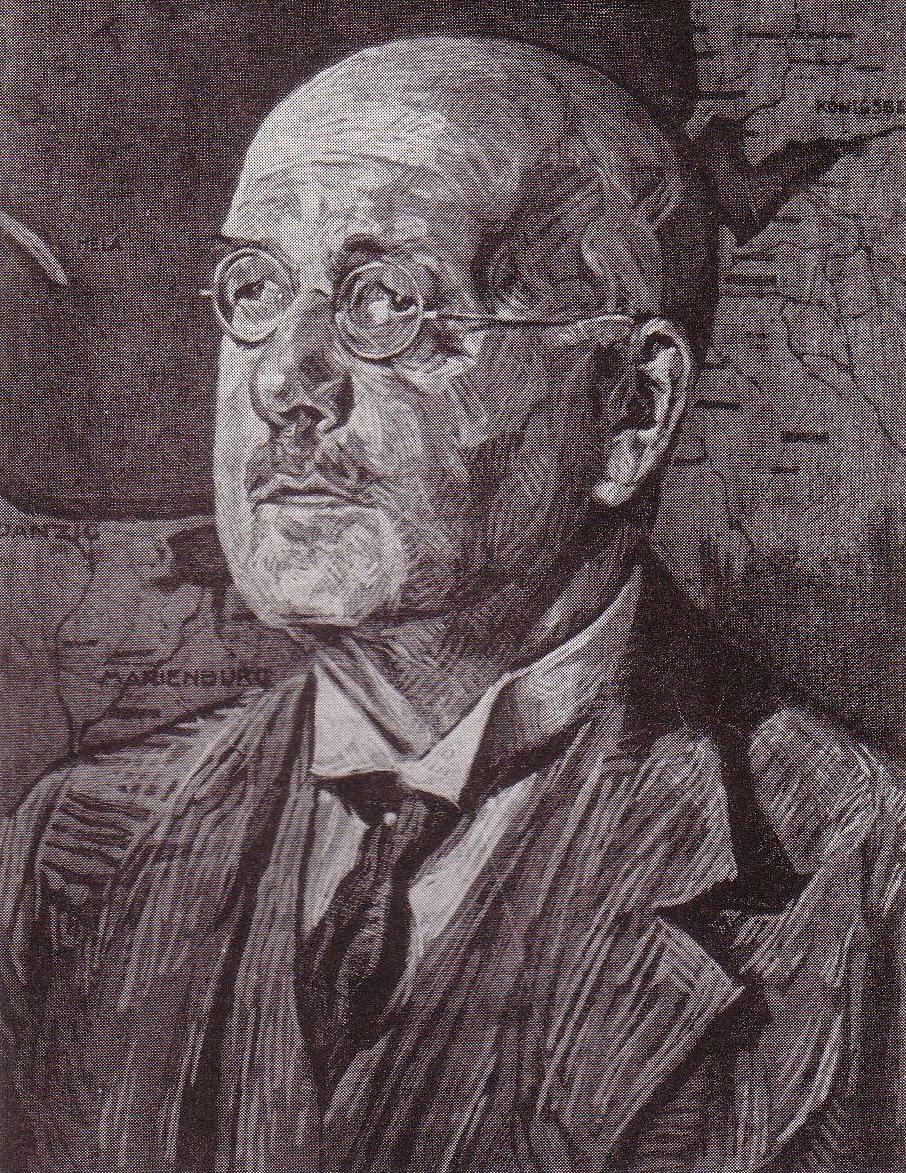
Friedrich von Berg

Friedrich Wilhelm Bernhard von Berg, auch von Berg-Markienen, (* 20. November 1866 auf dem Gut Markienen (bei Bartenstein); † 9. März 1939 ebenda) war ein preußisch-deutscher Offizier, Beamter, Politiker und Freund sowie wichtigster Berater und Vertrauter des Deutschen Kaisers Wilhelm II. Außerdem war er ein enger Freund von Paul von Hindenburg und Erich Ludendorff. Von 1916 bis 1918 war er Oberpräsident in Ostpreußen. Als Chef des Geheimen Zivilkabinetts Kaiser Wilhelms II. und Sachwalter der Interessen der Hohenzollern-Dynastie spielte er eine maßgebliche Rolle in der deutschen Politik gegen Ende des Ersten Weltkriegs.

## Herkunft
Friedrich von Berg entstammte dem ursprünglich brandenburgischen Adelsgeschlecht von Berg. Er wurde 1866 auf dem väterlichen Gut in Markienen in der Nähe der ostpreußischen Stadt Bartenstein geboren. Seine Eltern waren der Major der Preußischen Armee Friedrich von Berg (* 20. Juni 1835; † 30. April 1888) und dessen Ehefrau Elisabeth, geborene von Pressentin genannt von Rautter (* 14. Januar 1842; † 24. September 1901). Friedrich von Berg-Markienen hatte einen Bruder, der später den Namen Vonberg trug. Bekannt wurde er durch ein Beileidsschreiben von Ludendorff an seine Ehefrau, Käthe Vonberg. Ludendorff bezeichnete den Bruder als Veteran der völkischen Bewegung im Umfeld der Deutschvölkischen Freiheitspartei. Er hatte auch eine Schwester namens Elisabeth, die mit Leo von Gottberg verheiratet war. Sein Vater hatte das Gut Markienen 1863 erworben. Das Rittergut hatte einen Umfang von 300 Hektar (ha) und wurde durch einen Verwalter geführt. Im Jahre 1945 hatte der Gutshof einen Umfang von 500 ha, davon waren 75 ha Wald. Dem Gut gehörten 90 Herdküchen (Wohnstätten), 50 Pferde, 200 Schweine und 200 Schafe sowie ein 100 Meter tiefer Brunnen für die Wasserversorgung. Das Inventar des Gutshofes wurde im Ersten Weltkrieg durch die russische Besatzung vernichtet und nach dem Weltkrieg wieder aufgebaut.
Das Gut blieb bis 1945 im Besitz der Familie von Berg. Die Familie Markienen besteht jedoch durch ihre Nachfahren bis heute, teils unter einem anderen Nachnamen.

## Leben
Nach dem Besuch des Gymnasiums trat Berg 1885 als Offizieranwärter in die Armee ein. Im Juli 1886 wurde er Leutnant im 1. Garde-Regiment zu Fuß, 1888 persönlicher Adjutant von Prinz Friedrich Leopold von Preußen. 1892 schied er aus der Preußischen Armee aus und begann ein Jurastudium an der Schlesischen Friedrich-Wilhelms-Universität Breslau und der Rheinischen Friedrich-Wilhelms-Universität Bonn. In Bonn wurde er 1885 Mitglied des Corps Borussia, dem auch Kaiser Wilhelm II. angehörte.
1894 trat er in den preußischen Staatsdienst, zunächst als Gerichtsreferendar in seiner Heimatstadt Bartenstein. 1896 wechselte er nach Danzig, wo er 1899 die große Staatsprüfung bestand. Ab 1899 war Berg als Regierungsassessor in Berlin und im Landkreis Niederbarnim tätig. 1903 wurde er Landrat des Kreises Goldap.
1906 wechselte er in das Geheime Zivilkabinett. Nach drei Jahren als Vortragender und Geheimer Regierungsrat wurde Berg Landeshauptmann der Provinz Ostpreußen, d. h. Chef der Provinzialverwaltung Ostpreußen. Im Jahre 1914 hat Friedrich von Berg-Markienen den Russeneinfall von Tannenberg miterlebt. Ab diesem Zeitpunkt unterhielt Friedrich von Berg ein enges Vertrauensverhältnis zu Hindenburg und Ludendorff. 1916 wechselte er auf den Stuhl des Oberpräsidenten in Ostpreußen.
Nachdem Rudolf von Valentini als Chef des Geheimen Zivilkabinetts auf Druck der Obersten Heeresleitung unter Ludendorff sowie des Kronprinzen Wilhelm von Preußen und der Kaiserin am 14. Januar 1918 zurückgetreten war, wurde Berg am 16. Januar 1918 sein Nachfolger. Berg war nicht nur ein treuer Untergebener, auch wenn er manchmal behauptete „Er wird tun, was ich ihm sage“, sondern auch ein persönlicher Vertrauter und Freund, den der Kaiser mit dem freundschaftlichen „Du“ oder „Monzi“ ansprach. Kronprinz Wilhelm charakterisierte das Verhältnis Bergs zu Wilhelm II. in seinen 1922 erschienenen Memoiren wie folgt: "Exzellenz von Berg, einer der besten, unbeirrt treuen Berater unseres Hauses in Glück und Unglück. Er ist noch aus der fernen Bonner Borussenzeit ein Jugendfreund des Kaisers [...]".
Am 22. Januar 1918 nahm Friedrich von Berg-Markienen erstmals als Chef des Zivilkabinetts an der Lagebesprechung teil. In seinem Tagebuch schrieb er "Es war klar, daß wir einen entscheidenden Sieg nicht mehr erringen konnten"(5.S440). Am 13. August 1918 war Berg bei den Besprechungen im Großen Hauptquartier in Spa dabei. Er hatte Ludendorff geraten, selbst die Reichskanzlerschaft zu übernehmen, jedoch lehnte Ludendorff wegen der Berufung eines Soldaten zum Reichskanzler den Vorschlag ab. Als der neue Reichskanzler, Prinz Max von Baden, Anfang Oktober das Waffenstillstandsgesuch an die Entente-Mächte übermittelt hatte, war Berg als Verfechter eines Siegfriedens nicht mehr haltbar. Am 11. Oktober 1918 wurde er durch Clemens von Delbrück ersetzt.
Berg hatte extrem konservative Anschauungen und verbündete sich mit Kaiserin Auguste Viktoria, die alles, was sie für monarchiefeindlich hielt, moralisch herabzusetzen suchte. Richard von Kühlmann, der damalige Staatssekretär des Auswärtigen Amts, nannte Berg einen „protestantischen Jesuiten von stark deutschnationaler Färbung“.
Nach seinem Abschied aus Berlin ging Berg zurück nach Ostpreußen. 1919 wurde er für die DNVP in den Provinziallandtag der Provinz Ostpreußen gewählt. Dort war er 1919 bis 1933 Vorsitzender des Provinziallandtages. 1920 war er Präses der ostpreußischen Provinzialsynode. Im selben Jahr wurde er Erster Vorsitzender (Adelsmarschall) der Deutschen Adelsgenossenschaft, ein Amt, das er bis 1932 ausübte. Seine monarchische Fraktion konnte sich nicht gegen die völkische durchsetzen. Im Jahre 1920 schrieb Friedrich von Berg seine Erinnerungen als Chef des Zivilkabinetts nieder, die Aufzeichnungen wurden jedoch erst 1971 veröffentlicht.
Von 1921 bis 1926 war von Berg Leiter der Generalverwaltung des vormals regierenden preußischen Königshauses und Generalbevollmächtigter der Hohenzollern und vertrat das ehemalige Königshaus zusammen mit dem Kaisersohn August Wilhelm von Preußen in den Auseinandersetzungen mit dem Reich um das Hausvermögen. Er hielt auch anschließend engen Kontakt zur Hohenzollernfamilie. Friedrich von Berg verstarb 1939 auf seinem Gut in Markienen.
Von Berg war nicht verheiratet. Er adoptierte im Frühjahr 1927 seinen Vetter Hans-Hubert von Berg-Schönfeld (1908–1968), der dann auch seine Begüterung in Ostpreußen übernahm.
1904 trat von Berg in den Johanniterorden ein, wurde 1907 Rechtsritter und 1911 Ehren-Kommendator. Von 1907 bis 1929 war er Ordenssekretär und erhielt 1919 die Berufung zum Kommendator der Preußischen Genossenschaft der Johanniter.

## Ehrungen
- D. theol. h. c. der Albertus-Universität Königsberg
- Ehrenbürger von Allenstein